# Pobres pero sinvergüenzas
Pobres pero sinvergüenzas es una película de comedia mexicana de 1948 dirigida por Jaime Salvador y protagonizada por Manolín y Shilinsky, junto a las actrices Lulú Rena Forcade y Fanny Schiller. 
La trama gira en torno a Manolín y Shilinsky quienes encuentran una niña y no tienen mejor idea que criarla como si fueran sus padres, pero cuando crece, deciden dejarla con una mujer para que la adopte.

## Argumento
Shilinsky va a su casa huyendo de los agentes de migración, que lo quieren deportar a Rusia. Manolín lo esconde en un barril de agua, pero después Shilinsky ya no puede salir de la casa, por lo que envía a Manolín a conseguir trabajo y algo para comer. Manolín sale a buscar, y en el mercado encuentra una canasta que alguien ha dejado abandonada. Creyendo que es comida, Manolín se la lleva a su casa. 
Cuando Shilinsky va a sacar la comida, se da cuenta de que en realidad es una bebé. Ellos deciden llevarla a la casa de cuna para que se hagan cargo de ella, pero una vez allí Manolín echa de cabeza a Shilinsky en su condición de extranjero, por lo que nuevamente salen huyendo, esta vez con otra bebé que Manolín se ha llevado por equivocación. A esta última bebé, Manolín la entrega, así que huyen sólo con la bebé original. Los agentes persiguen a Manolín y a Shilinsky, por lo que ellos van las oficinas del Registro Civil, donde registran a la niña con el nombre de Lili Shilinsky Manolín. Al mostrar el acta de nacimiento donde se consigna a Shilinsky como el padre de la niña, los agentes de migración dejan de perseguir a Shilinsky.
El tiempo pasa y la niña va creciendo con la idea de que Shilinsky es su papá y Manolín es su mamá, y un día la lleva a la escuela para celebrar el día de las madres. En la escuela las señoras estiradas lo impugnan por invadir una fiesta de mujeres, pero Manolín les suelta un conmovedor discurso que provoca que las señoras se enternezcan y perdonen a Manolín y a Lili. Cuando regresan a la casa, Shilinsky está destruyendo las evidencias de su negocio, que ha sido declarado ilegal y los vuelve reos en caso de seguir practicándolo. Entonces tienen que buscar otra forma de ganarse la vida. Lili les sugiere comenzar un negocio de limpieza de cristales, pero no les resulta por las tonterías que comete Manolín, así que deciden llevar a la niña a una señora que no tiene hijos para que la adopte. Con gran pesar le llevan a la niña, y la señora les pide tres meses para poder juntar dinero y si se puede, llevarse de regreso con ellos a Lili. 
Así que empiezan a trabajar de varias cosas para poder llevarse a la niña de regreso. Primero van a trabajar en una obra de un rascacielos, pegando remaches. Pero nuevamente las tonterías de uno y otro hacen que los despidan. Después van a tratar de ganar un premio en un concurso de patinadores sobre hielo. En el concurso obviamente que hacen un gran ridículo, por lo cual no obtienen el premio tan deseado. Finalmente van a una arena de box a pelear contra el campeón, El Tigre de Tlaxcala. Como Shilinsky no es del mismo peso que el campeón, el retador será Manolín. Durante el encuentro Manolín es aporreado ferozmente por el campeón, aunque logra darle alguno que otro revés, por lo que finalmente obtienen el pago que se les prometió.
El día señalado para ello acuden a la casa donde está Lili y se dan cuenta de que la niña ahora tiene una mejor educación que con ellos, así como los recursos materiales que ellos no le pueden dar, por lo que deciden dejarla con su nueva mamá.
Al final de la película, al ir caminando por la calle ven una canasta, pero deciden mejor no asomarse a ver su contenido para evitar más problemas.

## Elenco
- Manuel Palacios «Manolín» como Manolín.
- Estanislao Schillinsky como Shilinsky.
- Lulú Rena Forcade como Lily.
- Fanny Schiller como Señora.
- Óscar Pulido como Propietario de tienda.
- Juan Pulido como Tendero.
- José Muñoz como Gerente de construcción.
- Alfonso Malacara
- Lola Tinoco como Profesora.
- Jorge Arriaga
- Edmundo Espino
- Cecilia Leger como Madre en escuela.
- Antonio Padilla 'Pícoro' como Presentador de boxeo.
- Humberto Rodríguez
- Jorge Sareli
- María Luisa Smith como Portera.